# 大川商业银行
大川商业银行，原名大川银行股份有限公司，1940年7月1日在中华民国四川省成都市开业的一家私有银行，1948年更名为大川商业银行。

## 历史
1940年，四川商人颜泽溥、刘光远、钱春祺等人集资创办大川银行股份有限公司，7月1日在四川省成都市北新街开业。
1948年10月1日，该行更名为大川商业银行。

## 资本
1940年开业时，该行资本总额为法币111万元。1942年，该行资本增加至法币1000万元。1946年8月，该行资本增加至法币1亿元。

## 主要管理人员
| 职务       | 姓名                           |
| ---------- | ------------------------------ |
| 董事长     | 刘光远                         |
| 常务董事   | 钱春祺、夏尚奎、章博陵、颜泽溥 |
| 常驻监察人 | 李定宇                         |
| 总经理     | 颜泽溥                         |
| 协理       | 黄籍辛                         |